# Jim Banks

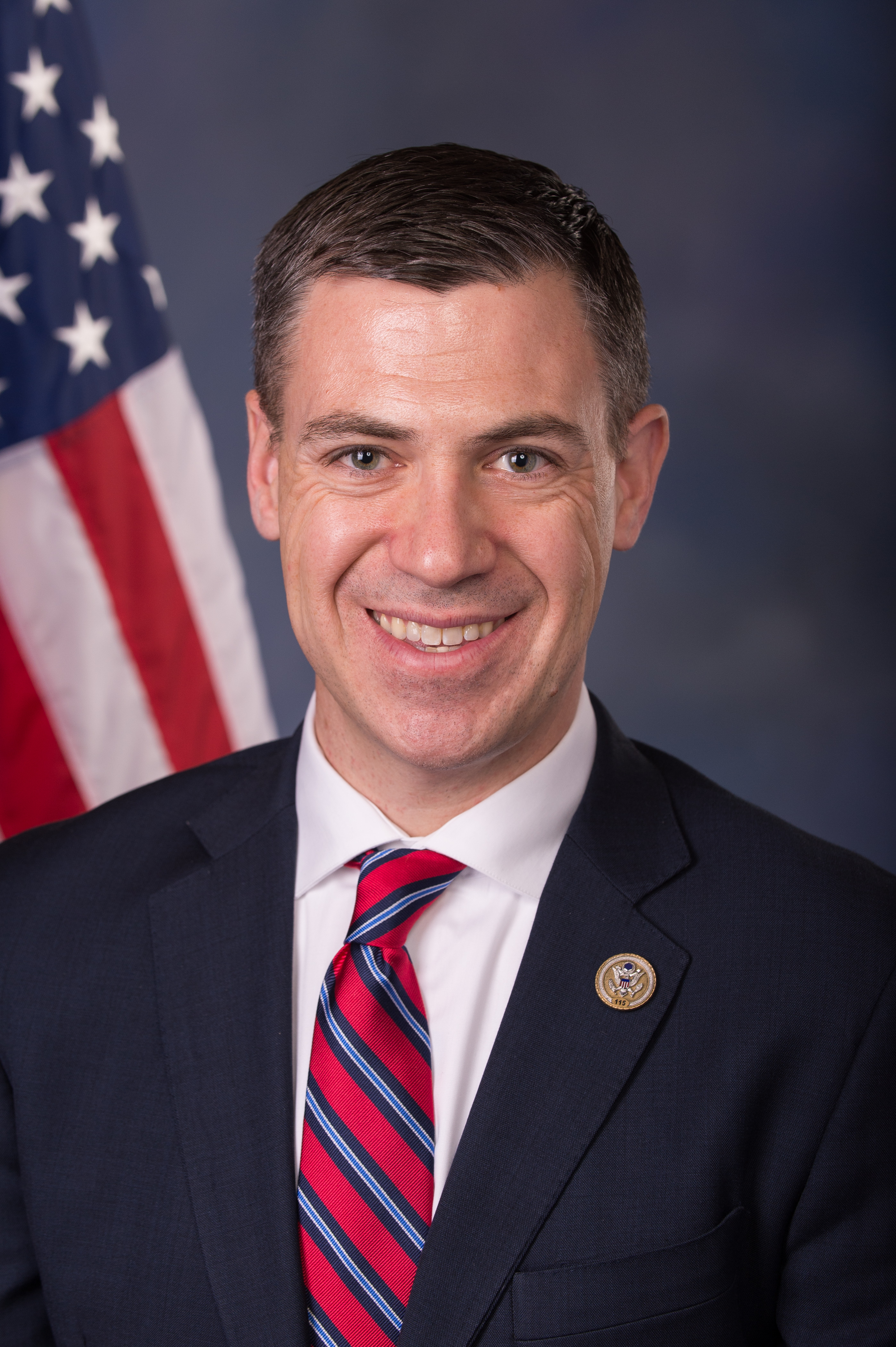
Jim Banks (2017)

James „Jim“ Edward Banks (* 16. Juli 1979 in Columbia City, Whitley County, Indiana) ist ein US-amerikanischer Politiker der Republikanischen Partei. Seit Januar 2025 ist er Senator der Vereinigten Staaten für Indiana. Von 2017 bis 2025 vertrat Banks den dritten Distrikt des Bundesstaats Indiana im US-Repräsentantenhaus.

## Leben
Jim Banks studierte bis 2004 politische Wissenschaften an der Indiana University, welche er mit einem Bachelor of Arts verließ. Danach studierte er am Grace College wo 2013 er den Master of Business Administration erlangte. Von 2008 bis 2013 war er einer der Direktoren des Baukonzerns Hagerman Group. Danach gründete er eine eigene Firma, die auf dem Gebiet Öffentlichkeitsarbeit und Geschäftsbeziehungen tätig ist. In den Jahren 2014 und 2015 war er als Lieutenant aktiv in der United States Navy und wurde als Logistiker in Afghanistan eingesetzt. Bis heute gehört er der Reserve der Marine an. Seit 2013 ist Banks außerdem Immobilienmakler.
Banks hat mit seiner Frau Amanda drei Töchter.

## Politik
Politisch schloss sich Banks der Republikanischen Partei an. Seit 2007 ist er deren Vorsitzender im Whitley County. Überdies bekleidet bzw. bekleidete er einige regionale Parteiämter. Ab 2010 saß er im Senat von Indiana. Dort wurde er zwischenzeitlich von seiner Frau Amanda vertreten, während er seinen Militäreinsatz in Afghanistan absolvierte. Banks gilt als sehr konservativ.
Bei den Kongresswahlen des Jahres 2016 wurde er im dritten Wahlbezirk von Indiana in das US-Repräsentantenhaus gewählt, wo er am 3. Januar 2017 die Nachfolge von Marlin Stutzman antrat, der wegen einer letztlich erfolglosen Kandidatur für den Senat der Vereinigten Staaten nicht mehr angetreten war.
Die Primary (Vorwahl) seiner Partei für die Wahlen 2022 am 3. Mai entschied er ohne Gegenkandidaten für sich. Er trat am 8. November 2022 gegen Gary Snyder von der Demokratischen Partei sowie den unabhängigen Nathan Gotsch an. Er gewann die Wahl mit 59,1 % der Stimmen und war dadurch auch im Repräsentantenhaus des 118. Kongresses vertreten.
Banks trat bei der Wahl im November 2024 zum US-Senat an. In der Vorwahl war er ohne Gegenkandidat. In der allgemeinen Wahl setzte er sich gegen die Demokratin Valerie McCray mit 58,6 % der Stimmen durch. Er folgte damit Senator Mike Braun nach, der ihn wie auch Donald Trump im Wahlkampf unterstützte.

## Ausschüsse
Banks ist aktuell Mitglied in folgenden Ausschüssen des Senats:
- Committee on Armed Services
- Committee on Banking, Housing and Urban Affairs
- Committee on Health, Education, Labor and Pensions
- Committee on Veterans’ Affairs

### Verhalten um die Anfechtung der Wahl 2020
Banks gehörte zu den Mitgliedern des Repräsentantenhauses, die bei der Auszählung der Wahlmännerstimmen bei der Präsidentschaftswahl 2020 für die Anfechtung des Wahlergebnis stimmten. Präsident Trump hatte wiederholt propagiert, dass es umfangreichen Wahlbetrug gegeben hätte, so dass er sich als Sieger der Wahl sah. Für diese Behauptungen wurden keinerlei glaubhafte Beweise eingebracht. Der Supreme Court wies eine entsprechende Klage mit großer Mehrheit ab, wobei sich auch alle drei von Trump nominierten Richter gegen die Klage stellten.